# Sri-Lanker in der Schweiz
Sri-Lanker in der Schweiz sind Einwanderer aus Sri Lanka, die in der Schweiz leben.
Es gibt etwa 46'000 bis 55'000 Schweizer mit sri-lankischer Herkunft in der Schweiz. Sie sprechen meist Singhalesisch oder Tamil als Muttersprache, daneben auch Englisch, Deutsch bzw. Schweizerdeutsch, Schweizer Französisch und Schweizer Italienisch als Zweitsprache. Sie sind überwiegend Anhänger des Buddhismus oder des Hinduismus; daneben gibt es auch Minderheiten von Muslimen und protestantischen Christen. Etwa 32'000 bis zu über 42'000 davon sind Sri-Lanka-Tamilen.

## Einwanderungsgeschichte
Seit den 1990er-Jahren hatte die Schweiz unter den europäischen Nationen eine relativ große tamilische Bevölkerung, fast alle davon Flüchtlinge aus dem Bürgerkrieg in Sri Lanka. Viele von ihnen leben bereits seit mehr als 15 Jahren wegen der kriegerischen Konflikte im Heimatland in der Schweiz.

### Terrorismus
Durch die Flüchtlinge aus Sri-Lanka wurde die Schweiz zu einer Basis für militante tamilische Gruppen wie die Liberation Tigers of Tamil Eelam (LTTE), die Rebellen des sri-lankischen Bürgerkrieges gegen die Regierung. Die LTTE in der Schweiz waren als „Swiss Tigers“ bekannt. Die sri-lankische Tamilengemeinschaft in der Schweiz wurde vielfach Opfer eines LTTE-Netzwerks. Ihr finanzieller Beitrag zur LTTE war überproportional zur Anzahl der Tamilen, die in anderen westlichen Ländern lebten.

### Kriegsflüchtlinge
Mit dem Ende des Bürgerkrieges in Sri Lanka wurden LTTE-Netzwerke in der Welt aufgelöst – sowohl von der sri-lankischen als auch von ausländischen Regierungen. Im Jahre 2011 nahm die Schweizer Polizei zehn ehemalige LTTE-Repräsentanten im Land, wegen Drohungen und Erpressungen von Tamilen der sri-lankischen Diaspora zur finanziellen Unterstützung der LTTE und des Kriegsgeschehens, fest. Diese Gelder waren hauptsächlich genutzt, um Waffen in Sri Lanka zu kaufen. Unter den Festgenommenen waren die Vorsitzenden der LTTE in der Schweiz, Vijaratnam Sivanesan alias Ragu alias Ragupathy, sein Vorgänger Chelliah Kularajasekeram alias Kulam und der Swiss-Tiger-Finanzchef Chelliah Jeyapalan alias Abdullah.

## Organisationen
- Sri Lankan Diaspora Switzerland